# كريمة درع
كريمة الدرع يطلق عليه أيضا بوزة الدرع أو الصحلب أو السحلب يُعتبر من أشهر الحلويات التونسية الرمضانية والشتوية.

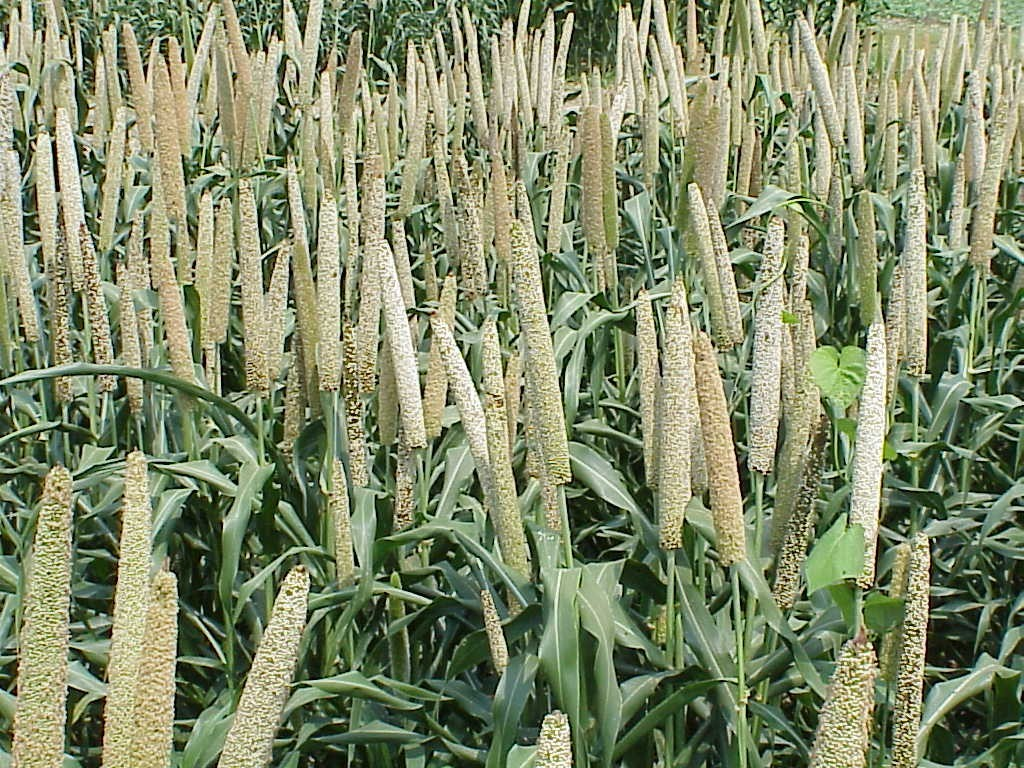
حبة الدُرُع.

هي أكلة عادة ما تؤكل كفطور صباح وهناك من يقدمها في السهرات الرمضانية أو في أوقات السّحور، كذلك في الفترة الشتوية وذلك لمقاومة البرد.

## فـوائـده
ينصح بشربه للمكسور، فهو مفيد حدا لالتئام العظام 
أيضا ينصح بشربه للفتاة والشاب عند بلوغهم، فهو يقوى العظام 
و هو مفيد للنفساء...حتى يشتد حيلها وخاصة ظهرها
مشروب شتوي لذيذ

## طريقة استعماله
يتم تجفيف حبوب الدرع ثم طحنها لتصبح ناعمة ويتم طهوها إما في الماء الساخن أو في الحليب السّاخن لتصبح فيما بعد متماسكة بعض الشّيء كما يتم تزيينها بالعسل والفواكه الجافة ويرش فوقها القليل من الزنجبيل الذّي يقي بدوره الإنسان من برد الشتاء القارس.

### الطريقة رقم 1
درع بالحليب
وضع ملعقة.كبيرة أو 2 م.ك من الدرع في كوب من الحليب البارد وشربه 
و يمكن إضافة السكر له والمكسرات

### الطريقة رقم 2
كريمة الدرع أو بوزة الدرع أو سحلب الدرع
المكونات:
8 ملاعق كبيرة من الدرع، 1 لتر من الحليب، 6 ملاعق صغيرة من السكر
طريقة التحضير:
-وضع السكر والدرع في وعاء وتخلط جيدا
– ثم يضاف الحليب البارد ويحرك
– يوضع على نار متوسطة الحرارة ويطهى مع التحريك باستمرار
– يحرك حتى يبدأ الخليط في الغليان
– إضافة السكر إذا كنت تريد
– تصب في أكواب وتزين بالفواكه الجافة أو الشامية
– يقدم ساخنا أو باردا